# Frigg (gisement)
Pour l’article homonyme, voir Frigg.
Frigg est un important gisement de gaz naturel situé en mer du Nord, à cheval sur la frontière entre les eaux britanniques et norvégiennes. Sa production a donc été partagée entre les deux pays.

## Découverte et exploitation
Le gisement a été découvert en 1971 par Elf (maintenant Total SA) qui l'a mis en exploitation en 1977 à l'aide d'installations considérables (cinq plates-formes, en fait six mais une n'a jamais été mise en service, seul le rack été immergé) auxquelles de petits gisements satellites ont par la suite été raccordés. Trois plates-formes étaient reliées entre elles, une en béton à 3 pieds, une autre en béton à 2 pieds et une en acier (une pour le commandement, une pour le traitement). La position de la frontière entre ces trois plates-formes a poussé les autorités à créer un poste frontière sur une passerelle, qui a été supprimé en 1977. À un kilomètre de ces 3 plates-formes, il y avait deux plates-formes destinées à la production, dont une en béton et une en acier, chacune a foré 24 puits de captage. Les déplacements se faisaient par hélicoptère, les rotations avec la terre se faisaient avec un hélicoptère lourd Sikorsky.

## Production
Frigg a fourni un total de 193 Md de m³ de gaz (6,85 Tcf), ce qui le met dans la même catégorie de taille que Lacq ; c'est l'équivalent de plus de 1,1 Gbbl de pétrole. 60,82 % du gaz produit appartenait à la Norvège et le reste à la Grande-Bretagne, ce partage avait été convenu par traité avant la mise en exploitation et était établi au prorata de l'étendue géographique du gisement de chaque côté de la frontière. Néanmoins, le Royaume-Uni a racheté la part norvégienne.
Mais, après de nombreuses années où la production a été tant bien que mal prolongée, Frigg est aujourd'hui épuisé. L'extraction a cessé en 2004. Le démantèlement de l'infrastructure est en soi un projet considérable, qui doit prendre 7 ans. C'est le premier gisement majeur de la mer du Nord à être mis hors service, la désinstallation des plates-formes fait donc figure de projet pionnier.